# Album (wydawnictwo książkowe)

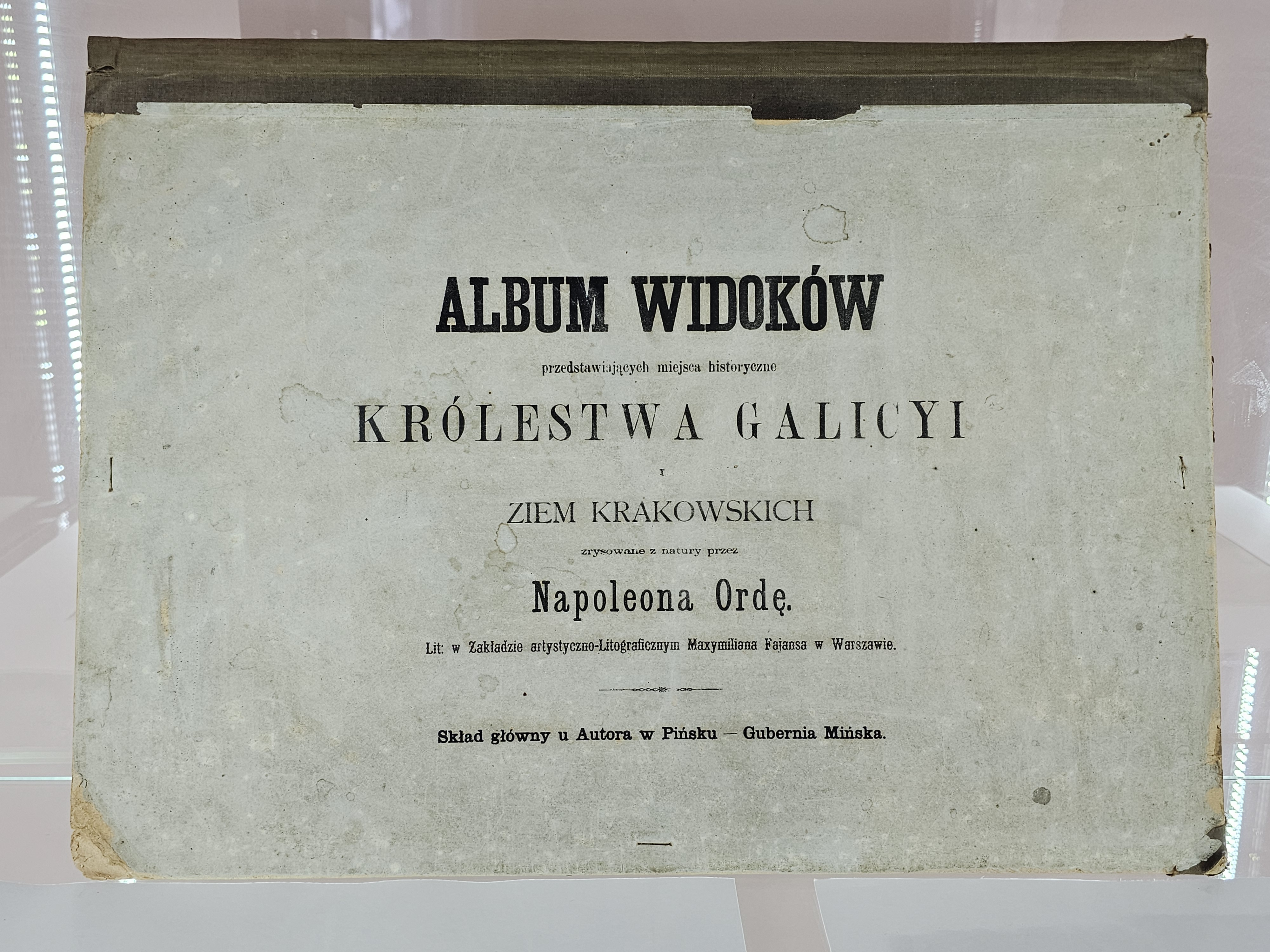
Strona tytułowa albumu widoków przedstawiających miejsca historyczne Królestwa Galicji autorstwa Napoleona Ordy (część Albumu widoków historycznych Polski, 1873–1883)

Album (łac. album, białość, biel, biała karta) – pubikacja książkowa o charakterze ozdobnym lub kolekcjonerskim, zawierająca ilustracje, fotografie, grafiki, widoki, rysunki lub reprodukcje dzieł sztuki – często z ograniczoną ilością tekstu. 
Tego rodzaju wydawnictwa pojawiły się już w XV wieku, a od XIX wieku funkcjonują pod nazwą „album”. 
Album może także przyjmować postać oprawionej płyty, kasety lub zeszytu pamiątkowego.